# U 422
U 422 war ein deutsches Unterseeboot des Typs VII C. Diese U-Bootklasse wurde auch „Atlantikboot“ genannt. Es wurde durch die Kriegsmarine während des U-Boot-Krieges eingesetzt.

## Technische Daten
Die Danziger Werft AG wurde im Anschluss an den Überfall auf Polen in das U-Bootbauprogramm der Kriegsmarine miteinbezogen und war für die jährliche Herstellung von einem Dutzend VII-C-Booten vorgesehen. Diese Werft fertigte bis zur Einnahme der Stadt durch die Rote Armee insgesamt 42 U-Boote. U 422 war Teil des sechsten Bauauftrags an diese Werft, über insgesamt vier Boote des Typs VII C. Ein solches Boot hatte eine Länge von 67 m und eine Verdrängung von 865 m³ unter Wasser. Es wurde von zwei Dieselmotoren angetrieben, die eine Geschwindigkeit von 17 kn gewährleisteten. Unter Wasser erbrachten zwei Elektromotoren eine Geschwindigkeit von 7 kn. Die Bewaffnung bestand bis 1944 aus einer 8,8-cm-Kanone und einer 2,0-cm-Flak an Deck sowie vier Bugtorpedorohren und einem Hecktorpedorohr.

## Kommandant
- 10. Februar 1943 bis 4. Oktober 1943 – Wolfgang Poeschel

Wolfgang Poeschel wurde am 25. März 1920 in Berlin geboren. Er trat im Jahre 1938 in die Kriegsmarine ein und fuhr als Wachoffizier auf U 28 (unter Kommandant Friedrich Guggenberger) und U 604. Im Winter 1942 absolvierte Leutnant zur See Poeschel den U-Bootkommandantenlehrgang bei der 24. U-Flottille in Memel. Am 30. Januar 1943 übernahm Wolfgang Poeschel das Kommando auf U 737, einem gerade fertiggestellten Boot, das zu diesem Zeitpunkt in Kiel lag. Am 10. Februar desselben Jahres trat er schließlich das Kommando auf U 422 an, das er bis zum Untergang des Bootes innehatte. Wolfgang Poeschel wurde am 1. April 1943 zum Oberleutnant zur See befördert.

## Einsatz und Geschichte
U 422 fuhr zunächst als Ausbildungsboot der 8. U-Flottille in der Ostsee. Am 1. August 1943 wurde es der 1. U-Flottille als Frontboot zugeteilt.

### Gruppe „Leuthen“
Mitte August verlegte U 422 nach Bergen, wo es nach dreitägiger Fahrt eintraf. Am 8. September lief das Boot zu seiner ersten Feindfahrt von Bergen aus, vorgesehenes Operationsgebiet war der Mittelatlantik nördlich der Azoren. Mitte des Monats wurde das Boot der neuaufgestellten U-Bootgruppe „Leuthen“ zugeteilt. Diese 21 Boote erhielten den Befehl, eine Suchkette zu bilden, um den nächsten nach Osten laufenden Geleitzug aufzuspüren. Zur Versorgung der „Leuthen“-Boote diente der Jagdgruppe das XIV-Boot U 460, das nördlich der Azoren Position bezog.

### Rendezvous im Atlantik
Am 23. September meldete Kommandant Poeschel die Attacke durch ein Flugzeug, welches er als Halifax identifiziert hatte. Das Boot erhielt durch den Wasserbombenangriff und Maschinengewehr-Beschuss Beschädigungen und drei Besatzungsmitglieder wurden verletzt, davon zwei schwer. Um die erforderliche medizinische Versorgung zu ermöglichen, traf U 422 vier Tage später mit dem U-Tanker U 460 zusammen. Mit U 264 und U 455 kamen zwei weitere Boote hinzu, die beim Versuch, die Meerenge von Gibraltar zu passieren, beschädigt worden waren.

### U-Boote gegen Flugzeuge
Die vier U-Boote wurden am 4. Oktober von einer Avenger gesichtet, von dieser dem Flugzeugträger Card gemeldet und anschließend attackiert. Wenig später trafen drei weitere Flugzeuge der Card ein, zwei Wildcats und eine weitere Avenger. U 422 und die anderen beiden VII-C-Boote tauchten, aber U 460 blieb an der Oberfläche und erwiderte das Maschinengewehrfeuer der vier Angreifer mit Flak-Feuer. Ein von der zuerst eingetroffenen Avenger geworfener akustischer Torpedo (sog. „Fido“) wurde lange als ursächlich für den Verlust von U 460 angesehen. Tatsächlich war aber vermutlich ein Tauchunfall der Grund, dass der vorletzte U-Tanker der Kriegsmarine im Atlantik sich nach dem 4. Oktober 1943 nicht mehr meldete.

### Versenkung
Zum Zeitpunkt des Angriffs der zweiten Avenger lag U 422 direkt neben U 460 und übernahm Brennstoff. Während U 460, vermutlich tauchunklar, an der Oberfläche blieb, tauchte U 422 ab. Im Anschluss an die Detonation eines von der Avenger (vermutlich auf U 460 gezielten) abgeworfenen „Fido“ trieben an der Tauchstelle von U 422 Öl und Wrackteile auf (Lage)
.